# Banua Rakyat
Banua Rakyat is een bestuurslaag in het regentschap Mandailing Natal van de provincie Noord-Sumatra, Indonesië. Banua Rakyat telt 319 inwoners (volkstelling 2010).